# 梅塔尼夫卡
48°33′3″N 29°33′5″E / 48.55083°N 29.55139°E
梅塔尼夫卡（烏克蘭語：Метанівка），是烏克蘭的村落，位於該國西南部文尼察州，由海辛區負責管轄，始建於1650年，面積0.42平方公里，海拔高度166米，2001年人口947，人口密度每平方公里2,270.98人。